# タイダルベイスン
座標: 北緯38度53分03秒 西経77度02分21秒 / 北緯38.884227度 西経77.039117度

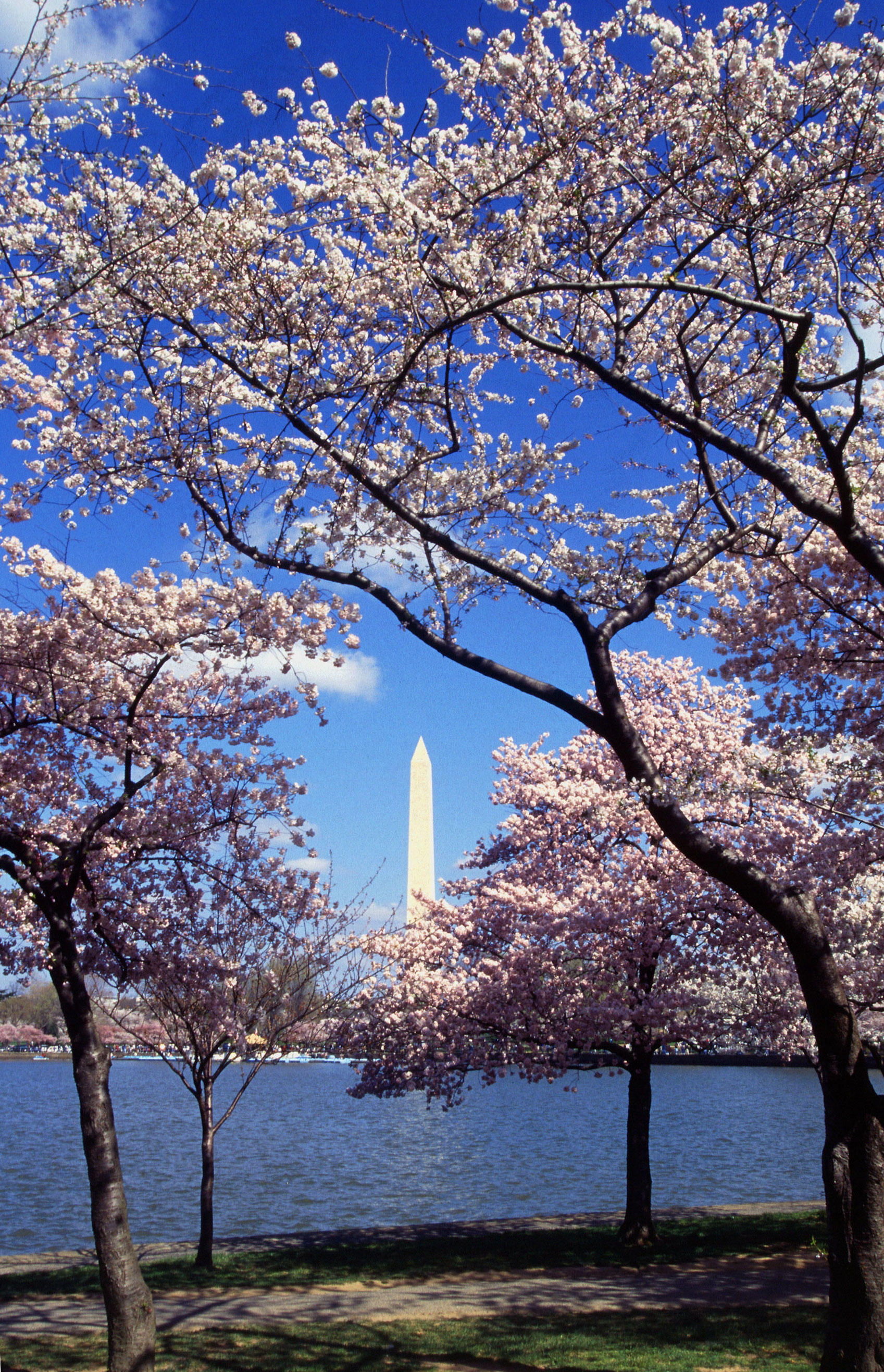
タイダルベイスンと桜。奥はワシントン記念塔。

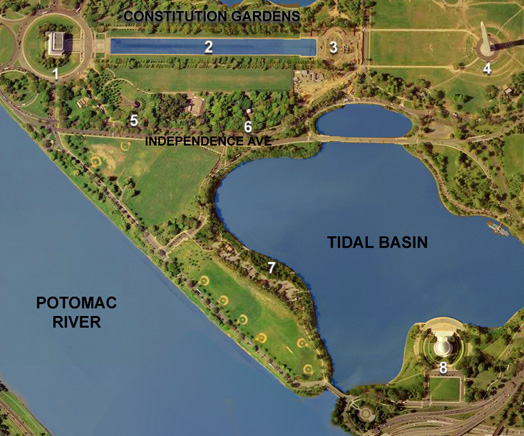
タイダルベイスン周辺
1 - リンカーン記念館
2 - リフレクティング・プール
3 - 第二次世界大戦記念碑
4 - ワシントン記念塔
5 - 朝鮮戦争戦没者慰霊碑
6 - コロンビア特別区戦没者慰霊碑
7 - フランクリン・デラノ・ルーズベルト記念公園
8 - ジェファーソン記念館

タイダルベイスンまたはタイダルベイズン（英: Tidal Basin）は、アメリカ合衆国ワシントンD.C.のナショナル・モール南側に位置し、ポトマック川に隣接する入り江である。

## 概要
タイダルベイスンは、ワシントン運河にポトマック川の水流を導き、その汚染を防止するために1897年に築かれた半人工的な入り江である。Tidal Basinとは本来固有名詞ではなくtide「潮汐」tidal「潮汐の」basin「水盆･洗面器･湾」tidal basen「潮泊渠（ちょうはっきょ）」すなわち潮汐を利用したドライドック、あるいは「潮留め調整池」のことであり、潮留め調整池のばあい本来は干満の激しい河川（感潮河川）などの河口部において護岸治水や航路維持の目的で設計されるものであるが、ワシントンD.C.のTidal Basinは当初からおもに水濁防止や景観上の目的から設計され造成されており、その著名さからナショナルモールにあるこの調整池の地名としても通用している。
高潮位時には、ポトマック川側の入水門が開くとともに、ワシントン運河側の出水門が閉じて、タイダルベイスン内に約100万キロリットルの河川水が蓄えられる。潮位が下がると、ポトマック川側の入水門が閉じるとともに、ワシントン運河側の出水門が開いて、タイダルベイスン内に貯えられた河川水がワシントン運河に放出されて、ポトマック川に還流する。
また、タイダルベイスンは、西ポトマック公園の一部として、市民の憩いの場ともなっている。岸にはジェファーソン記念館やフランクリン・デラノ・ルーズベルト記念公園が立ち並ぶ。1912年に日本から贈られ、当時のアメリカ合衆国のファーストレディであったヘレン・ヘロン・タフト大統領夫人（Helen Herron Taft）と駐米日本大使であった珍田捨巳伯爵夫人が植樹した桜も、その多くはタイダルベイスンの岸に植えられており、毎年春に全米桜祭りが開かれている。なお、一般にはポトマック河畔の桜として知られる。